# Spoorlijn Saint-Laurent-de-la-Prée - Pointe-de-la-Fumée
De spoorlijn Saint-Laurent-de-la-Prée - Pointe-de-la-Fumée was een Franse spoorlijn van Saint-Laurent-de-la-Prée naar Fouras. De lijn was 8,0 km lang en heeft als lijnnummer 541 000.

## Geschiedenis
De lijn werd geopend door de Administration des chemins de fer de l'État op 3 september 1883. In augustus 1914 werd het gedeelte tussen Fouras en Pointe-de-la-Fumée gesloten. Tussen Saint-Laurent-de-la-Prée en Fouras was er tot 15 december 1969 personenvervoer en tot 1 februari 1971 goederenvervoer, daarna is de lijn volledig opgebroken.

## Aansluitingen
In de volgende plaats was er aansluiting op de volgende spoorlijn:
Saint-Laurent-de-la-Prée
RFN 530 000, spoorlijn tussen Nantes en Saintes